# NLBIF

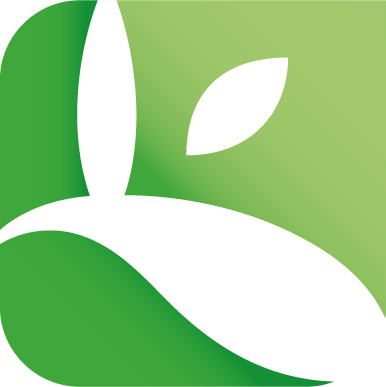
Logo NLBIF

De Netherlands Biodiversity Information Facility, kortweg NLBIF, is de Nederlandse tak van de Global Biodiversity Information Facility (GBIF). NLBIF streeft naar het gestandaardiseerd toegankelijk maken van digitale biodiversiteitdata van Nederlandse organisaties en instituten via het internet. Nederlandse waarnemingsgegevens, museumcollecties, onderzoeksbestanden en soortenlijsten kunnen via NLBIF worden gekoppeld aan het internationale GBIF-netwerk, op deze wijze kunnen Nederlandse instituten en organisaties een bijdrage leveren aan het monitoren van de veranderende biodiversiteit op met name Europees en internationaal niveau.

## Biodiversiteit
Biodiversiteit is de diversiteit van levensvormen op deze aarde op alle verschillende organisatie niveaus, van genen tot ecosystemen, en de ecologische en evolutionaire processen die aan deze diversiteit ten grondslag liggen. Biodiversiteit is voor de mensheid cruciaal. Behalve voedsel levert de diversiteit aan levensvormen bouwmaterialen, brandstof, medicijnen en genotsmiddelen. Biodiversiteit is onlosmakelijk verbonden met de stabiliteit van bodem, klimaat en atmosfeer en de kwantiteit en kwaliteit van drinkwater. Kennis van de primaire biodiversiteit, dat wil zeggen welke soorten waar en wanneer voorkomen, is noodzakelijk om biodiversiteit te behouden en duurzaam te beheren.

## Biodiversiteit initiatieven wereldwijd
Honderden projecten, programma's en organisatie houden zich wereldwijd bezig met de studie, de beschrijving, de ordening, de bescherming en het behoud van de biodiversiteit. Belangrijkste internationale politieke instrument is het Biodiversiteitsverdrag (CBD) van de Verenigde Naties, de International Union for Conservation of Nature and Natural Resources (IUCN) is de organisatie die wereldwijd de status van bedreigde diersoorten inventariseert, de Encyclopedia of Life (EoL) werkt aan informatiepagina's over alle bekende dieren, planten en micro-organismen, de Catalogue of Life (CoL) creëert een lijst van alle beschreven soorten, het Consortium for the Barcode of Life (CBOL) tracht van alle (dier)soorten een unieke genetisch code vast te leggen, en de Global Biodiversity Information Facility(GBIF) schept een infrastructuur via welke met name data over het voorkomen van soorten te vinden en te gebruiken zijn.

## Ontstaan en geschiedenis
NLBIF is kort na de oprichting van GBIF opgericht in 2002 op initiatief van het ministerie van Onderwijs, Cultuur en Wetenschap (OCW), de Universiteit van Amsterdam (UvA) en De Nederlandse Organisatie voor Wetenschappelijk Onderzoek (NWO).